# Strada nazionale 31 (Regno d'Italia)
La strada nazionale 31 era una strada nazionale del Regno d'Italia, che congiungeva Milano al confine svizzero verso Chiasso.
Venne istituita nel 1923 con il percorso "Milano - Asnago - Como - Confine svizzero verso Chiasso".
Nel 1928, in seguito all'istituzione dell'Azienda Autonoma Statale della Strada (AASS) e alla contemporanea ridefinizione della rete stradale nazionale, il suo tracciato costituì il tratto terminale della strada statale 35 dei Giovi.